# Bafour
Bafour byli pierwotnymi mieszkańcami Mauretanii, przodkami Imraguen i Soninke w zachodniej Afryce, byli ludem stosunkowo stacjonarnym, zajmowali się głównie rolnictwem i hodowlą. Mieszkali w Mauretanii, która była znacznie bardziej urodzajna niż dzisiaj. Z czasem migrowali na południe w poszukiwaniu bardziej urodzajnych obszarów.